# صادق فولادی‌وندا
صادق فولادی‌وندا (زادهٔ ۲۲ بهمن ۱۳۷۲ – بهمن ۱۴۰۱) شهروند، کارگر، فعال حقوق کودکان و مبارز سوسیالیست ایرانی بود. او در جریان خیزش ۱۴۰۱ ایران توسط نیروهای امنیتی جمهوری اسلامی دستگیر و در بازداشت اطلاعات سپاه کشته‌شد.

## زندگی و فعالیت‌ها
صادق فولادی‌وندا متولد ۲۲ بهمن ۱۳۷۲ بود. او از ایل قشقایی و ساکن شهرستان گچساران بود. صادق دو خواهر داشت و به پدر و مادرش کمک مالی می‌کرد. او کارگر بود و در خیابان به کفاشی می‌پرداخت. صادق فولادی‌وندا، مهندسی مکانیک خوانده‌بود و در رشتهٔ ورزشی بوکس به فعالیت حرفه‌ای می‌پرداخت. فولادی‌وندا در حوزهٔ حقوق کودکان کار نیز فعالیت می‌کرد. وی همچنین یک سوسیالیست بود و تصاویری از شعارنویسی‌هایش دربارهٔ آزادی و سوسیالیسم بر دیوارها منتشر شده است.

## بازداشت
در تاریخ ۱۴ بهمن ۱۴۰۱، صادق فولادی‌وندا، هنگامی که از خانه قصد بیرون رفتن از خانه را داشت، توسط نیرهای امنیتی بازداشت و به مکان نامعلومی منتقل شد. به‌گفتهٔ یک منبع دلیل بازداشت او پخش کردن فراخوان برای تجمع اعتراضی بوده است. در طی ۱۸ روزی که صادق فولادی‌وندا در بازداشت بود با هیچ‌کس در تماس نبود و کسی از محل نگهداری و نهاد بازداشت‌کننده اطلاعی نداشت.

## قتل
در تاریخ ۲ اسفند ۱۴۰۲ یعنی ۱۸ روز پس از بازداشت، پیکر بی‌جان صادق فولادی‌وندا، در کانال آبی مرکز شهر گچساران، واقع در پشت بازار کپری‌ها (بازار تره‌بار این شهر) پیدا شد. جنازهٔ وی در حالی پیدا شد که دست‌هایش بسته بود و طناب دور گردنش بود. به‌دلیل حراجات وارده بر بدن وی دایی و پدرش قادر به شناسایی او نبودند و نهایتاً هویت اوی به‌واسطهٔ خال‌کوبی روی بدنش محرز شد. پزشکی قانونی زمان مرگ صادق فولادی‌وندا را ۲۴ ساعت قبل از پیدا شدن جنازه‌اش اعلام کرد. یک منبع آگاه درمورد پیکر بی‌جان صادق فولادی‌وندا به رادیو زمانه گفته:
دست‌هایش را بسته بودند، جای طناب بر گردنش بود و به دلیل باد کردن بدنش و کبودی‌هایش از روی چهره قابل تشخیص نبود. او را از روی موها، تتوها (خالکوبی) و پاهایش که کبودی نداشته شناسایی کردند. گمانه‌زنی‌های اولیه بر این بود که زمان فوت بیش از ۲۴ ساعت است و در بررسی اولیه پزشکی قانونی زمان فوت را یک الی دو هفته قبل از پیدا کردن جسد اعلام کرد.
بنابر گزارش‌ها خانوادهٔ صادق فولادی‌وندا تهدید شده‌اند که نباید خبر جان‌باختن وی رسانه‌ای شود.